# Klitrose
Klitrose (Rosa pimpinellifolia), ofte skrevet klit-rose, er en 15-50 cm høj busk, der vokser i klitter og på heder. Blomsterne dufter kraftigt og sødt med gammeldags "rosenduft".

## Beskrivelse
Klitrose er en bestanddannende og opretvoksende, løvfældende busk. De enkelte grene er oprette til opstigende og forsynet med talrige børsteagtige torne. Barken er først rødlig, men bliver hurtigt brun. Gamle grene har gråbrun og lidt opsprækkende bark. Knopperne er spredtstillede, runde, røde og forholdsvis små.
Bladene er uligefinnede med ovale småblade. Blomstringen sker i juni, hvor man ser de endestillede, hvide blomster fordelt på hele busken. Frugterne er runde, brunsorte hyben. Frøene modner godt og spirer villigt.
Rodnettet er tæt og kraftigt, og planten sætter underjordiske udløbere.
Højde x bredde og årlig tilvækst: 1 x 1 m (100 x 10 cm/år), heri ikke medregnet udløbernes skud.

## Voksested
Klitrose er almindeligt vildtvoksende i Danmark langs Jyllands vestkyst og i det vestlige Limfjordsområde, og er sjælden i det øvrige land. Den er hårdt trængt af landskabsukrudtet rynket rose, som er på vej til at overtage dens niche. Busken findes voksende sammen med bl.a. havtorn, bukketorn, sandhjælme, marehalm og alm. engelsød.

## Anvendelse
Klitrosen er velegnet specielt til de meget tørre sandjorde, for den tåler vind og salt. Under disse forhold kan den bruges som kantplante og sandbinder. De mange sorter af planten har dog en mere udbredt anvendelse i have og park.
| Portal | Portal:Botanik |